# Echmepteryx hageni
Echmepteryx hageni är en insektsart som först beskrevs av Alpheus Spring Packard 1870.  Echmepteryx hageni ingår i släktet Echmepteryx och familjen fjällstövlöss. Inga underarter finns listade i Catalogue of Life.